# Griesgasse (Salzburg)

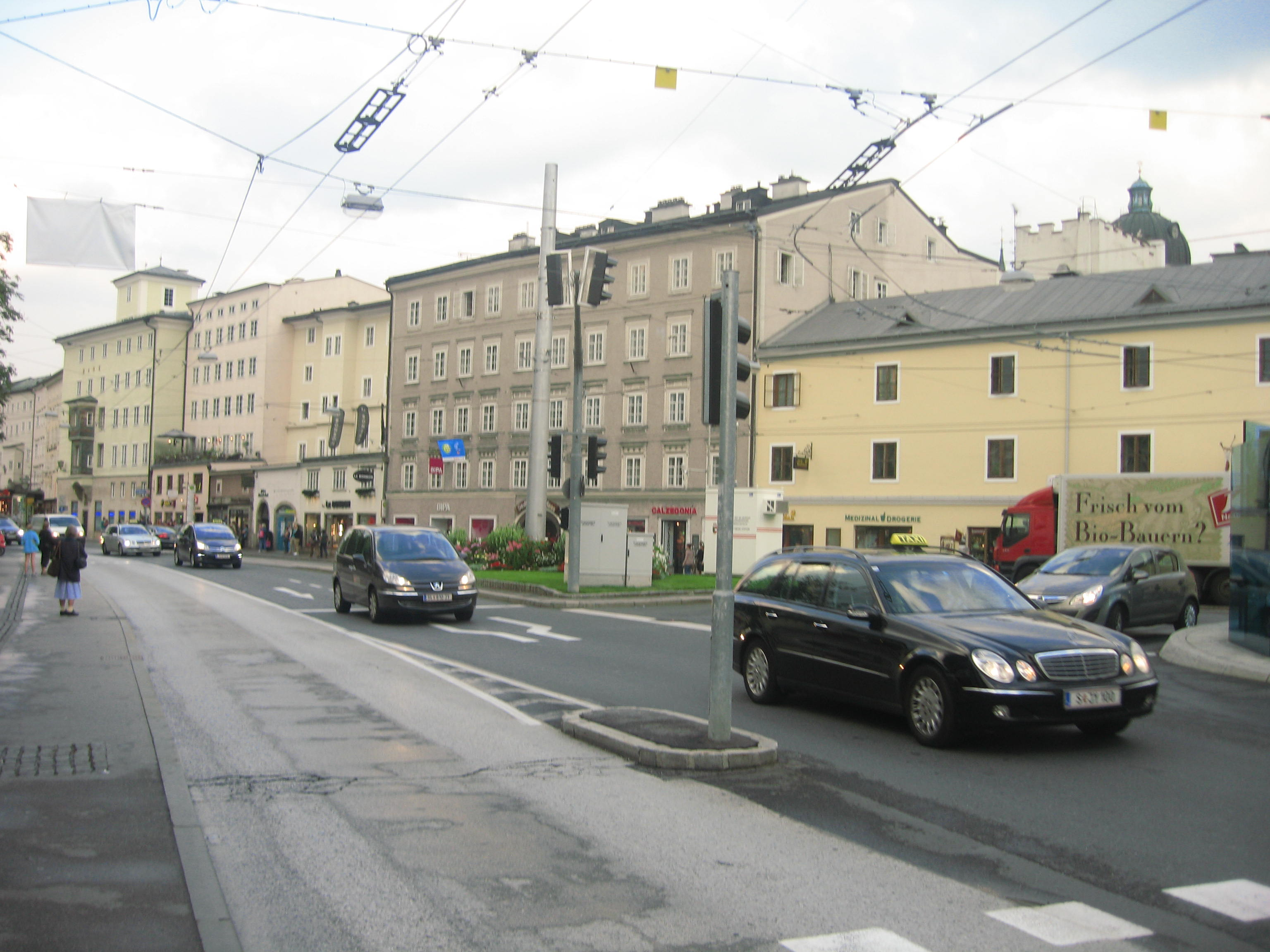
Griesgasse

Griesgasse (anterior Am Grieß) este una dintre cele mai cunoscute străzi ale Orașului Vechi din Salzburg. Ea se află pe malul stâng al râului Salzach.

## Despre numele și originea străzii
Numele străzii provine de la nisipul adus de râul Salzach, care era numit Gries. Griesgasse se întinde după o curbă ușoară în fața râului Salzach în paralel cu zidurile istorice al orașului între Gstättengasse (sau Anton-Neumayr-Platz) până la Staatsbrücke și datează de la începutul secolului al XVII-lea din timpul prinților arhiepiscopi Wolf Dietrich von Raitenau și Paris Lodron când au fost întărite malurile râului Salzach. Anterior, aici se afla un teren inundabil unde pășunau animalele, precum și grădini de fructe și legume. În timpul prinților arhiepiscopi strada se numea Unterer Gries, iar partea de sus se întindea la sud de Hauptbrücke (azi Rudolfskai).